# George A. Elliott
George Arthur Elliott (* 30. Januar 1945 in Montreal) ist ein kanadischer Mathematiker, der sich mit Operatoralgebren, algebraischer K-Theorie und Nichtkommutativer Geometrie befasst. Er ist Professor an der Universität Toronto auf einem Canada Research Chair.

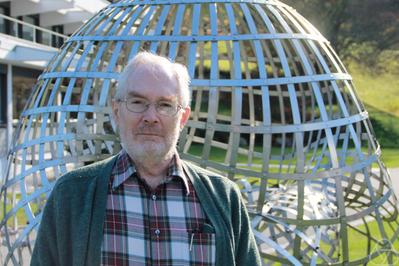
George Elliott, Oberwolfach 2012

## Leben
Elliott studierte an der Queen’s University (Kingston) (Master-Abschluss 1966) und an der Universität Toronto, wo er 1969 bei Israel Halperin promoviert wurde (Derivations of Matroid C* Algebras). Als Post-Doktorand war er an der Queen’s University und der University of British Columbia und 1971/72 am Institute for Advanced Study. Ab 1972 war er Assistenzprofessor an der Universität Kopenhagen. 1979 bis 1985 war er außerdem Adjunct Professor an der University of Ottawa und ab 1984 an der Universität Toronto, wo er heute eine volle Professur hat.
Er befasst sich mit Operatoralgebren wie C* Algebren und Von Neumann Algebren und deren Klassifikation sowie mit deren Anwendungen in der Quantenfeldtheorie und Quantenstatistik und mit Nichtkommutativer Geometrie (im Sinne von Alain Connes). Die Klassifikation der AF-C*-Algebren mittels ihrer K0-Gruppen ist als Satz von Elliott bekannt.
Er war Gastwissenschaftler und Gastprofessor an der Universität Newcastle (1974), an der Australian National University (1984), am MSRI (1985), der University of Warwick (1982), dem Centre de Recherches Mathématiques in Montreal (1991), der University of New South Wales, am University College Swansea (1993) und ist seit 1996 Senior Distinguished Member des Fields Institute.
1996 erhielt er den CRM-Fields-PIMS Prize, 1998 den Jeffery-Williams-Preis und 1999 den John L. Synge Award. 1982 wurde er Fellow der Royal Society of Canada, und seit 2012 ist er Fellow der American Mathematical Society. 1994 war er Invited Speaker auf dem Internationalen Mathematikerkongress in Zürich (The classification problem of amenable C* algebras). 1996 bis 1998 war er Killam Fellow.
Er ist seit 1974 mit der Mathematikprofessorin (Queen´s University) Noriko Yui verheiratet.